# Divaricella divaricata
Divaricella divaricata är en musselart. Divaricella divaricata ingår i släktet Divaricella och familjen Lucinidae. Inga underarter finns listade i Catalogue of Life.